# Det blir bättre nästa gång
Det blir bättre nästa gång är en svensk kortfilm från 1990 regisserad, producerad och skriven av Peter Pohl. I rollerna ses Anneli Särkijärvi, Olle Eriksson, Katarina Häll och Lena Strömberg. Filmen belönades med pris för bästa spelfilm vid amatörfilmfestivalen Unica i S:t Gallen 1991.

## Handling
En tonårstjej besöker sin far över helgen. Båda har förväntningar på deras möte, förväntningar som dock inte är samstämmiga.